# Brocavum
Brocavum är en fornlämning i Storbritannien.   Den ligger i grevskapet Cumbria och riksdelen England, i den centrala delen av landet, 400 km nordväst om huvudstaden London. Brocavum ligger 118 meter över havet.
Terrängen runt Brocavum är huvudsakligen platt, men åt sydväst är den kuperad. Brocavum ligger nere i en dal. Runt Brocavum är det ganska glesbefolkat, med 24 invånare per kvadratkilometer. Närmaste större samhälle är Penrith, 2,9 km nordväst om Brocavum. Trakten runt Brocavum består i huvudsak av gräsmarker.